# Лапута

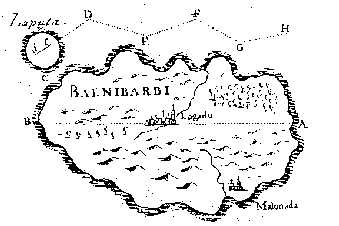
Карта Лапути і Белнібарбі з першого видання «Мандрів Гуллівера» 1726 року

Лапута — вигаданий острів, який Гуллівер відвідав у своїй подорожі, описаній у третій частині «Мандрів Гуллівера» Джонатана Свіфта.
Являє собою летючий острів у формі диска діаметром 4,5 милі на алмазній основі, що переміщається за допомогою величезного магніту. Є резиденцією короля Белнібарбі, який контролює свої володіння з повітря. Острів Лапута є також житлом учених, досягнення яких набагато випередили Англію часів Гуллівера.

## Летючий острів
Лапутяни є переважно вченими — математики, астрономи, музиканти і техніки, однак вони зневажають практичну реалізацію своїх теорій. Частина населення — слуги, які обслуговують своїх господарів. Лапутяни-вчені настільки занурені у свої обчислення, що кожен з них має клайменола (англ. climenole) — слугу, який постукуючи по голові господаря надутим бичачим міхуром з горохом, привертає його увагу до навколишнього світу. Через нехтування практикою, будинки і костюми лапутян побудовані дуже погано, бо вчені-теоретики виконують розкрій за допомогою компаса і квадранта. Проте астрономи Лапути створили потужні телескопи і відкрили два супутники Марса на орбітах, рівних 3 і 5 діаметрам Марса з періодом обертання відповідно 10 і 21,5 годин. Насправді Фобос і Деймос знаходяться на відстані 1,4 і 3,5 діаметра Марса від центру планети, а їхні періоди — 7,6 і 30,3 години. Одяг лапутян покритий астрологічними й музичними символами. Разом з тим, лапутяни постійно перебувають у тривозі, що на Землю впаде Місяць, або Сонце вибухне тощо. Дружини вчених зневажають своїх чоловіків, які на них не зважають, і прагнуть більшу частину часу проводити «внизу» — на континенті.
У романі наведено два пояснення назви острова Лапута: місцеві вчені вважають, що «лап — старовинне, вийшле з ужитку слово, що означає високий, унту — правитель; звідси, як стверджують учені, пішло слово Лапута, спотворене Лапунту», Гуллівер же припускає, що «Лапута є не що інше, як лапаутед: лап означає гру сонячних променів на поверхні моря, аутед — крило». Як зазначено в примітці до роману, Свіфт тут іронізує над довільними вигадками відомих вчених того часу про походження окремих слів.
Король Лапути править країною Белнібарбі, столицею якої є Лагадо. Тиранічна влада періодично призводила до повстань, які придушувалися летючим островом: мешканцям землі перекривали сонячне світло і дощ, або острів опускався на бунтівне місто, знищуючи його. Тільки жителі міста Ліндаліно побудували потужні магніти і ледь не знищили Лапуту.
Сучасники вбачали у повстанні Ліндаліно алюзію на повстання ірландців проти Великої Британії. Порядки на Лапуті пародіювали Королівське товариство і науку того часу.
Назва острова, прочитана іспанською, означає «повія» (ісп. la puta). Іспанська мова була однією з тих, знанням яких міг похвалитися Гуллівер (хоча, за його описом, лапутська мова більше схожа на італійську). Через це в іспанському перекладі назва острова змінювалося на Lupata, Laput або Lapuda.

## В культурі

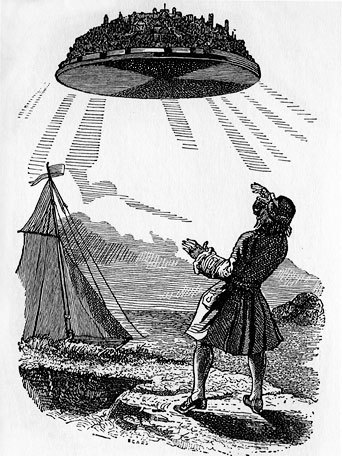
Ілюстрація Гранвіля

- Летючий острів фігурує в аніме «Небесний замок Лапута», де описується як прихований від людей за вихоровими хмарами, повний скарбів і сплячих роботів летючий острів із заповідником і величезним деревом у центрі - колись могутня високотехнологічна держава, яка тримала в страху весь світ, але згодом з невідомої причини покинута людьми. У фіналі техногенна частина острова (зокрема знаряддя) руйнується, і він у вигляді дерева й заповідника, обслуговуваного роботом, ховається у небі.
- У фільмі «Справа для ката-початківця[ru]» головний герой потрапляє в країну Белнібарбі і потім відвідує Лапуту, де очікує зустріти короля.
- В комп'ютерній стратегічній грі «UFO: Aftershock[ru]» також є летюча колонія Лапута.
- У фільмі «Доктор Стрейнджлав, або Як я перестав хвилюватись і полюбив бомбу» одна з цілей ядерного удару — база Лапута.
- У романі «Доктор Хто: Скляна Імперія[en]» Лапута є місцем проведення «Конвенції Армагеддону»
- У грі Heroes of Might and Magic V і Heroes of Might and Magic VII є місто Академія Чарівництва, дуже схоже на острів Лапуту.
- З клайменоле Роберт Гайнлайн порівнював бюрократів, які оточували правителів держав, у романі «Чужинець на чужій землі».
- В оповіданні Володимира Васильєва «Відьмацьке слово» з циклу «Відьмак Великого Києва» ельф Халькдафф (магістр з Виставки) висуває припущення, що сторонній об'єкт, який переховувався століттями в Чорному морі, можливо, є легендарна Лапута.
- У грі BioShock Infinite дії розгортаються у великому летючому місті Колумбія. Світоустрій цього міста, та й сама його наявність, нагадують Лапуту.
- У фільмі Аліта: Бойовий ангел у вигляді Лапути представлене місто Залем, яке керує життям людей Землі, на якому живе вище суспільство і куди трубопроводами відправляється продукція земних заводів.